# 1732 en science
| Années de la science : 1729 - 1730 - 1731 - 1732 - 1733 - 1734 - 1735    |
| Décennies de la science : 1700 - 1710 - 1720 - 1730 - 1740 - 1750 - 1760 |

Cet article présente les faits marquants de l'année 1732 en science.

## Événements
- 13 mai : le naturaliste suédois Carl Von Linné se rend en Laponie pour en étudier la faune et la flore. Son voyage est financé par la Société royale des sciences d'Uppsala[1].
- 29 octobre : Laura Bassi obtient une chaire de physique à l'Université de Bologne. Son premier cours a lieu le 18 décembre[2].
- 12 novembre : Henri Pitot (1695-1771) présente à l'Académie des sciences de Paris[3] le tube de Pitot utilisé pour mesurer la vitesse d'écoulement sous les ponts de la Seine[4].

- L'astronome français Joseph-Nicolas Delisle (1688–1768) introduit à Saint-Pétersbourg le thermomètre à mercure et invente l'échelle Delisle (recalibrée en 1738 par Josias Weitbrecht), pour mesurer les températures[5].
- Le premier bateau-phare est installé à Nore Sand, dans l'estuaire de la Tamise[6].

## Publications
- Herman Boerhaave : Elementa Chemiae (Éléments de chimie), Leyde.
- Pierre Louis Moreau de Maupertuis : Discours sur les différentes figures des astres, ouvrage qui répand les théories d'Isaac Newton[7].

## Prix
- Médailles de la Royal Society
  - Médaille Copley : Stephen Gray

## Naissances

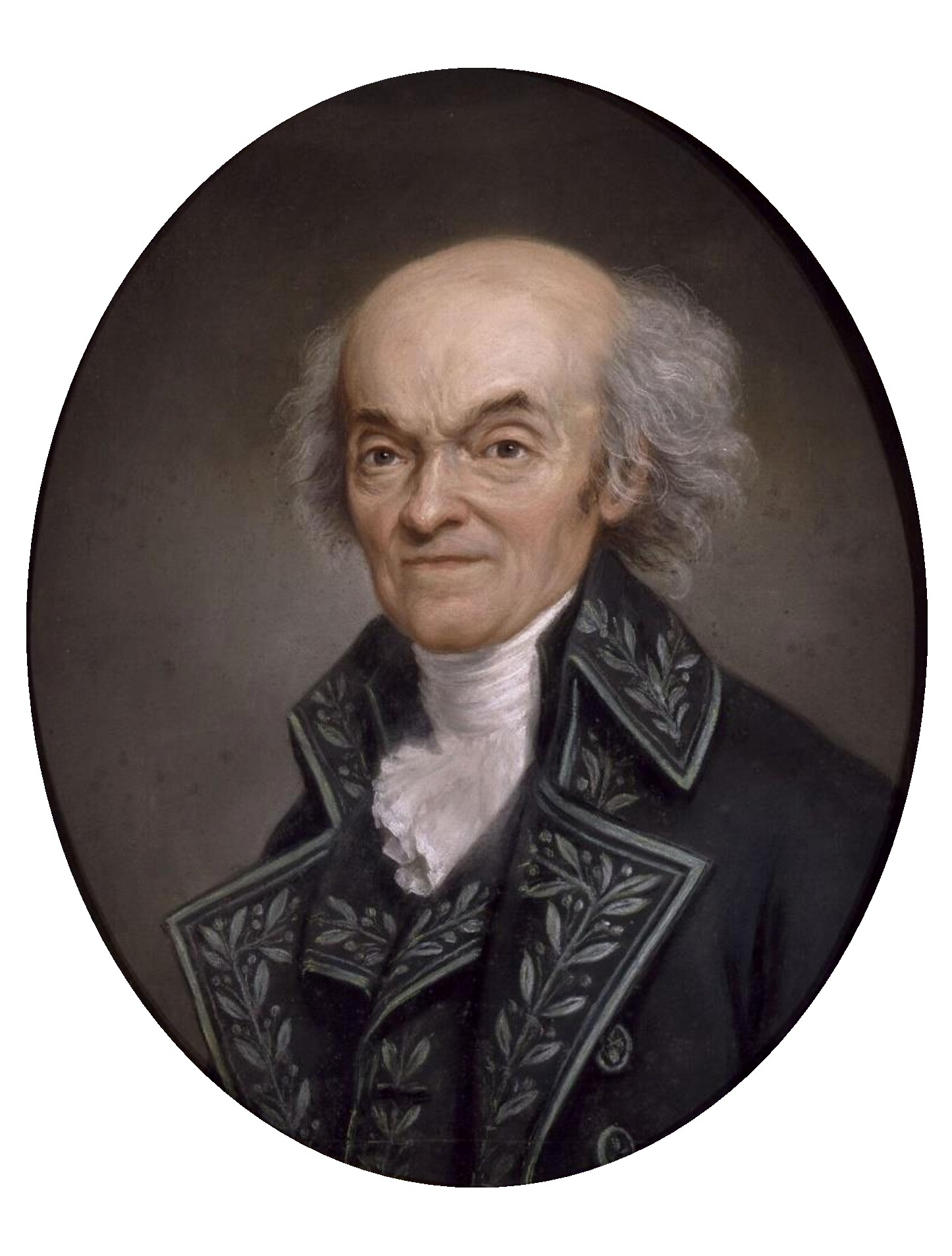
Joseph Jérôme Lefrançois de Lalande

- 11 janvier : Pehr Forsskål (mort en 1763), explorateur, orientaliste et naturaliste suédois.
- 26 janvier : Gabriel Jars (mort en 1769), ingénieur français[8].
- 10 février : Alexis-Jean-Pierre Paucton (mort en 1798), mathématicien français.
- 12 mars : Joseph Gärtner (mort en 1791), botaniste allemand.
- 17 juin : Luigi Lanzi (mort en 1810), archéologue, homme d'église, homme de lettres et historien de l'art italien.
- 11 juillet : Joseph Jérôme Lefrançois de Lalande (mort en 1807), astronome français.
- 6 septembre : Johan Carl Wilcke  (mort en 1796), physicien  suédois.
- 6 octobre : Nevil Maskelyne (mort en 1811), astronome britannique, astronome royal.
- 10 octobre : Auguste Denis Fougeroux de Bondaroy (mort en 1789), botaniste français.

- Maria Christina Bruhn (en) (morte en 1808), chimiste et inventeur suédoise.
- Ajima Naonobu (mort en 1798), mathématicien et astronome japonais.

## Décès

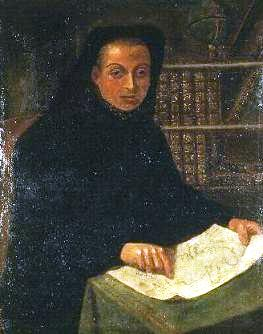
Louis Éconches Feuillée

- 13 janvier : Conrad Quensel (de) (né en 1676), astronome et  mathématicien suédois.
- 18 avril : Louis Éconches Feuillée (né en 1660), explorateur, botaniste, géographe et astronome français.
- 31 août : Laurent Pothenot (né vers 1650), mathématicien français.
- 10 septembre : Jacques d'Allonville de Louville (né en 1671), mathématicien, astronome et militaire français.